# Pygathrix cinerea
O douc-de-canelas-cinza (Pygathrix cinerea) é uma das 3 espécies de Pygathrix. É encontrado nas províncias de Quang Nam, Quảng Ngãi, Binh Dinh, Kon Tum, e Gia Lai, no Vietname.

## Estado de conservação
Esta espécie foi listada como "criticamente ameaçada"  pois houve um declínio de mais de 80% nos últimos 30 a 36 anos, devido a várias ameaças e pensa-se que terá uma taxa de declínio ligeiramente mais elevada nos próximos 30 a 36 anos.